# St. Eligius (Burggen)

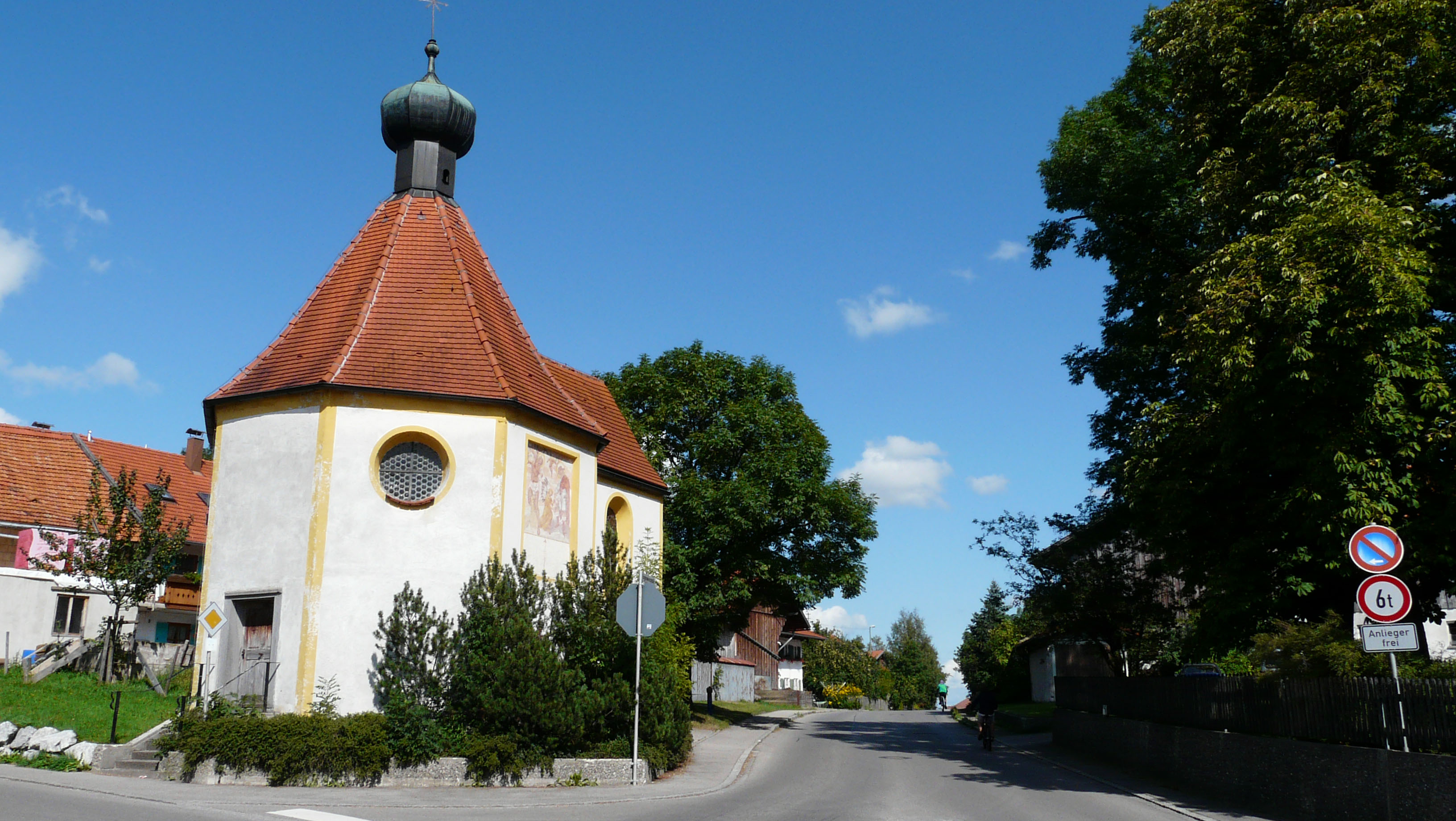
St. Eligius in Burggen

Die römisch-katholische Kapelle St. Eligius steht in Burggen, einer Gemeinde im oberbayerischen Landkreis Weilheim-Schongau. Das Bauwerk ist als Baudenkmal unter der Nr. D-1-90-118-1 eingetragen. Die Pfarrei gehört zum Dekanat Weilheim-Schongau des Bistums Augsburg.

## Beschreibung
Der achteckige, verputzte Zentralbau wurde ab 1612 errichtet und 1631 geweiht. Er ist mit einem Zeltdach bedeckt, auf dem ein achteckiger Dachreiter sitzt, der mit einer Zwiebelhaube bedeckt ist. Nach Osten wurde 1718 ein quadratischer Chor angebaut. 
Der Innenraum des Zentralbaus ist mit einer Kuppel überspannt. An der Südwand wurde 1732/33 außen ein Fresko mit der Darstellung des Eligius von Noyon, des heiligen Sebastian und des Rochus von Montpellier angefügt. Auf dem Altarretabel ist ein Gnadenstuhl dargestellt.